# 第三長久丸
第三長久丸（だいさんちょうきゅうまる）は当時まだ未整備だった東京港に、1917年（大正6年）初めて入港した汽船。田中鉱山の貨物船として使用された。

## 船歴
本船は鋼製の汽船であり、アイルランド（当時はイギリス領）の港町コーヴで1883年（明治16年）に造られた。建造から20年以上過ぎた1905年（明治38年）に中古船として東京の田中長兵衛に買われ「Dingadee」から「第三長久丸」へと改名。この船名は船主・田中長兵衛の「長」と釜石製鉄所所長・横山久太郎の「久」を由来とする。
日露戦争下の日本では民間の船が数多く徴用された為、不足を補おうと外国船を購入した船主も多かった。戦時中に買われた外国船は社外船だけで124隻（約25万1千トン）に及び、本船もそのうちの1隻である。第三長久丸は田中所有の製鉄所と鉱山がある岩手県釜石の港を拠点に、室蘭港や横浜港などを行き来し貨物を輸送した。
1924年（大正13年）に田中鉱山が経営破綻した後は函館の林康三の、その後は大阪の松本常吉の所有となっている。

## 東京初入港
明治期の東京にはまだ船を受け入れるための港湾設備が整っておらず、東京へ送る物は全ていったん横浜港で艀船に乗せ替えて回漕していた。東京府知事・松田道之や初代東京市長・松田秀雄などにより何度か築港計画が持ち上がったものの、横浜港を擁する神奈川県の反対などもあり実現には至らなかったとされる。それでも将来的な築港のため、1906年（明治39年）12月から1911年（明治44年）まで第一期工事が行われていたが未だ港として機能する状況には遠く、一千トン級の船の通行を目標に1911年（明治44年）から1917年（大正6年）にかけて行われた第二期工事でやっと芝浦区域の浚渫（深化）が進んだ。
そうした中で大正初期に艀賃が急騰。田中が東京で船の取扱いを任せていた荒川敬は自分の請負賃よりも高くなってしまった艀賃を前に、東京へ直接船を着けることを考えた。血気盛んな荒川は帝都東京が港を持たないのは馬鹿げたことであり、今回を機として直接東京へ船を乗り入れるべきだと田中に直談判。至って豪放な性格だった田中もこれを快諾した。持ち船の中から比較的小型の第三長久丸（633ｔ）と勢徳丸（1,440ｔ）を交互に乗り入れることが決まり、そして1917年（大正6年）実際に第三長久丸を芝浦に入港させたのが、東京の港に汽船が着いた第一号とされる。
荒川は初めての入港に際し水先案内人の手配から燃料の補給など様々準備をしたが、最も重要なのが船内仲仕であった。そこで横浜の人夫請負業・安室勝五郎（勝太郎）から25人ほど人を借りて芝浦の木賃宿に住まわせその任に当てた。同年秋には東京湾台風が猛威を振るい、在港中だった勢徳丸が護岸に衝突し側面を破損。浜御殿沖の浅瀬に自ら乗り上げることで沈没は免れたが、詫びる荒川に対し船主の田中はただ笑って頷いたという。その後、1920年（大正9年）頃から日本郵船の小笠原諸島行きの船が入港するようになり、他社の船も徐々に増えていった。東京最初の埠頭である日の出埠頭が完成してその運用が始まるのは関東大震災後の1926年（大正15年）3月のことである。

## 備考
本項では第三長久丸と同じく田中長兵衛のもとで使われていた船舶（第五長久丸については別頁）について記述する。

### 長久丸

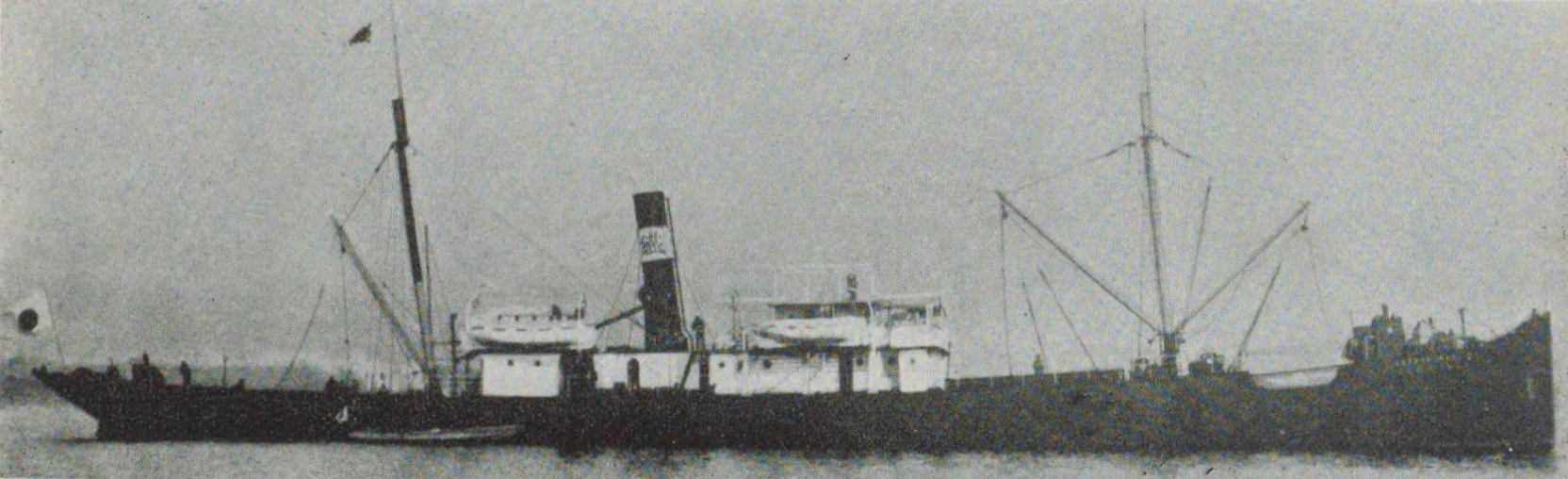
第一長久丸（明治37年）

鋼製汽船の長久丸（1,238ｔ、原名:Mira）は1896年（明治29年）にノルウェーの首都クリスチャニアで建造された。1904年（明治37年）に中古船として田中が購入し、長久丸と命名。以後は石炭や銑鉄を運ぶ貨物船として使用された。1908年（明治41年）3月23日の午前2時、函館の恵山岬沖で北海道炭鉱の秀吉丸（646ｔ）が日本郵船の陸奥丸（915ｔ）に衝突。亀裂部から大量の海水が流入し、間もなく陸奥丸は沈没した。偶然付近を通りかかった際に非常汽笛を聴いた長久丸はボートを出し朝まで救助に当たったが、ついに一人の生存者も遺体も見つけることは出来なかった。
1915年（大正4年）1月7日。長久丸は1,400ｔの石炭を積んで室蘭を出発し、その後行方不明となった。大湊要港部所属の駆逐艦・朧が捜索に当たったが発見に至らず。長久丸の船具が漂着したことから沈没したと推定される。

### 第二長久丸
第二長久丸は1882年（明治15年）にスコットランドの港町ダンディーで建造された鉄製汽船（928ｔ、原名:Aviemore）で、田中長兵衛が日露戦争（1904-1905年）の頃に購入した。1906年（明治39年）1月22日に岩手県域で多数の漁船が難破した際には、釜石警察署より要請を受けた釜石製鉄所所長・横山が直ちに第二長久丸派遣を決定。船長の中村栄太郎らは懸命に捜索に当たり、遭難中の漁船3隻乗員36名を救助した。翌1907年5月にはこれを表彰し、銀杯一箇が釜石鉱山田中製鉄所に授与されている。
海難救助の10年後にあたる1916年（大正5年）。8月28日午後2時に大阪を発ち積荷を呉に運んでいた第二長久丸は、深夜12時ごろ香川県仲多度郡与島灯台の東岸を通過する際、兵庫県の乾合名会社が所有する大孤山丸（3,216ｔ）と衝突。船は見る間に浸水して沈没した。なお、大孤山丸は同日午前3時半頃に関門海峡にて神戸海上汽船の関西丸とも衝突してこれを沈没させており、一日に二隻を沈没させる稀有な事例として報じられた。第二長久丸の沈没に関し田中は乾に損害賠償請求を行い、神戸地裁において船体及びその積載貨物の費用など合わせて101万6729円42銭を支払うよう判決が下っている。

### 長安丸
1878年（明治11年）に東京石川島で造作された総トン数131ｔの木造帆船。釜石の田中製鉄所では1892年（明治25年）以降、10数隻の帆船を揃えて近海及び京阪や北海道に至る輸送網を築いたが、これはその内の一隻。長安丸という船名については長兵衛の「長」と長男・安太郎（後の二代目長兵衛）の「安」が由来と考えられる。1894年（明治27年）12月、石炭輸送のため室蘭を発った長安丸は、暴風雨のため青森県三沢の砂ヶ森海岸に乗り上げ左舷を破損。死傷者2名を出した。翌1895年12月には粘土を積載した第二回漕丸が暴風雨のため福島県菊多郡泉村沖で乗組員もろとも沈没している。
1907年（明治40年）12月にも釜石港より東京に向けて銑鉄105ｔや木炭60俵他を積んだ帆船の第壱長安丸（総トン数172ｔ）が石濱港に寄港した際に湾内で座礁したという記録があるが、前述の長安丸と同船か別船かは不明。